# Hubert Wurth
Hubert Wurth (Luxemburg-Stad, 1952) is een Luxemburgs advocaat, diplomaat, politicoloog en kunstschilder.

## Leven en werk
Hubert Wurth is een zoon van de jurist en kunstschilder Ernest Wurth en Denise Conrath. Hij is getrouwd met Lydie Polfer (1952), burgemeester van Luxemburg-Stad.
Na het Athénée de Luxembourg (1964-1971) studeerde Wurth rechtsgeleerdheid (1971-1975) in Aix-en-Provence en Parijs. Hij studeerde vervolgens politieke wetenschappen aan het Institut d'études politiques de Paris (1974-1976), waar hij afstudeerde op internationale betrekkingen. Hij voltooide zijn opleiding met een aanvullend diploma Luxemburgs recht (1976-1977). In 1977 werd hij als advocaat toegelaten tot de balie van Luxemburg. In 1978 trad hij in dienst bij het Ministerie van Buitenlandse Zaken en vervulde daar diverse functies. In 1986 werd hij benoemd tot plaatsvervangend politiek directeur met bijzondere verantwoordelijkheid voor de veiligheid. Sinds 1988 was hij ambassadeur van Luxemburg in de USSR, Polen, Finland en Mongolië (1988-1992), Nederland (1992-1998), voormalig Joegoslavië (1996-1997), Verenigd Koninkrijk, de Republiek Ierland en IJsland (2007-?) en Oostenrijk, Slovenië en Slowakije (2011). Hij was permanent vertegenwoordiger van Luxemburg bij de OESO en UNESCO (2003-2007) en werd in 2011 benoemd tot permanent vertegenwoordiger bij de Internationale Organisaties in Wenen en bij de OVSE.
Kunst
Naast zijn werk als diplomaat, is Wurth een abstract schilder. Als kunstenaar is hij grotendeels autodidact. Wel volgde hij een keramiekcursus, tijdens zijn jaren in Aix-en-Provence, en een tekencursus aan de Volkshochschule in Trier. In 1966 maakte hij zijn eerste abstracte graffiti. Op de Biennale des Jeunes in Esch-sur-Alzette ontving hij in 1973 de Aanmoedigingsprijs. Wurth is lid van de kunstenaarsvereniging Cercle Artistique de Luxembourg (CAL), waar hij in 1984 voor het eerst deelnam aan de salon. Vanaf het jaar erop toonde hij zijn schilderijen op diverse tentoonstellingen in binnen- en buitenland. In 1997 verscheen een monografie over het werk van Wurth. In 2004 was hij een van de initiatiefnemers van de naar fotograaf Edward Steichen genoemde kunstprijs, de Edward Steichen Award Luxembourg. Hij was lid van de raad van bestuur van de MUDAM Fondation Grand Duc Jean (2016-2019) en de CAL (2018-2019).